# Mechanorezeptor
Mechanorezeptoren sind Sinneszellen, die mechanische Kräfte in Nervenerregung umwandeln. Sie sind in so verschiedenen Sinnesorganen wie den Ohren, der Haut oder den Arterien zu finden. Dementsprechend gibt es  eine große Vielfalt an Mechanorezeptoren, die in Bau und Funktion sehr stark variieren.

## Beispiele für Vorkommen und Funktion
- Innenohr/Haarzelle: Hörsinn
- Bogengänge: Gleichgewichtssinn
- Haut: Vibrations- und Tastsinn
- Blutkreislauf: Rezeption des Blutdrucks
- Seitenlinienorgan: Wasserströmungen
- Muskel: Rezeption der Muskellänge

## Klassifizierung
Die Hauptklassifizierung der Mechanorezeptoren erfolgt nach ihrem Ursprung. Der eine Teil der Mechanorezeptoren ist evolutionär aus Epithel- der andere aus den Ganglienzellen entstanden.

### Epitheliale Mechanorezeptoren
Epitheliale Mechanorezeptoren sind ursprünglich aus Zellen entstanden, die an der Oberfläche des Organismus lagen. Das bedeutet allerdings nicht automatisch, dass die Rezeptoren auch heute noch an der Oberfläche liegen. Alle epithelialen Mechanorezeptoren zeichnen sich dadurch aus, dass die Umwandlung eines äußeren Reizes in ein physiologisches Signal (Transduktion) in Zellanhängen – den Zilien – stattfindet. In der Regel führt eine mechanische Deformation der Zilien zum Öffnen oder Schließen von Ionenkanälen und damit zur Hemmung oder Erregung des jeweiligen Rezeptors (Beispiel: Haarzelle im Säugetierohr). Neben den Sinneszellen des Innenohres gehören auch unter anderem die meisten Propriozeptoren bei Wirbeltieren und Wirbellosen zu dieser Klasse, ebenso wie strömungssensitive Rezeptoren bei Fischen und Amphibien oder die vibrationssensitiven Sinneszellen bei Insekten. Man geht davon aus, dass epitheliale Rezeptorzellen im Laufe der Evolution 2 bis 3 Mal unabhängig entstanden sind und alle rezenten Sinneszellen dieses Typs Abwandlungen solcher Urformen darstellen.

### Ganglionäre Mechanorezeptoren
Ganglionäre Mechanorezeptoren liegen in der Regel im Gewebe und haben eine weit aufgeästelte Struktur mit bis zu 1000 Terminalen. Die Transduktion findet jeweils in diesen Endigungen statt. Dabei kann jede Endigung unabhängig erregt werden, die einzelnen Erregungen werden dann aber spätestens im Zellkörper aufsummiert. Die Kombination aus mechanischen Charakteristika der Reizaufnahme und diesen elektrischen Summationseigenschaften lassen eine Vielzahl von verschiedenen Sinnesleistungen zu (Beispiel: Mechanorezeptoren der Haut). Das wichtigste Beispiel für ganglionäre Mechanorezeptoren sind die Sinneszellen des Tastsinns bei Wirbeltieren: ihr Zellkörper liegt neben dem Rückenmark in Spinalganglien, während ihre Endigungen überallhin bis in die abgelegensten Stellen unter der Haut auswachsen können. Ganglionäre Mechanorezeptoren finden sich aber auch bei Wirbellosen, etwa als Tastrezeptorzellen beim Blutegel.